# Zwartvleugeltangare
De zwartvleugeltangare (Piranga olivacea) is een zangvogel uit de familie van de kardinaalachtigen (Cardinalidae). De wetenschappelijke naam van de soort is voor het eerst geldig gepubliceerd in 1789 door Gmelin.

## Kenmerken
Mannetjes hebben een rood verenkleed met zwarte vleugels en staart. De lichaamslengte bedraagt 17 cm.

## Verspreiding en leefgebied
Deze soort komt voor in oostelijk Noord-Amerika in loofbossen. Hij overwintert in Zuid-Amerika van Colombia tot Bolivia en soms het Caribisch gebied.